# Вадатурково
Вадатурково (рос. Вадатурково; рум. Vadul Turcului) — село в Рибницькому районі в Молдові (Придністров'ї).
У селі діє пункт пропуску на кордоні з Україною Шершенці-Вадатурково. Є церква Різдва Пресвятої Богородиці — російська православна церква. Її також можна побачити на зображеннях золотих та срібних монет, що випущені в серії православні храми (Придністров'я) Центрального банку Придністров'я.
Згідно з переписом населення 2004 року у селі проживало 75,4% українців.

## Історія
Стара назва села (Вадул-Туркулуй) перекладається як «турецький брід».
Село виникло на початку XVIII століття. Сюди селилися селяни, що тікали від кріпаччини.
На кінець XIX — початок XX століть в селі було побудовано сім вітряків. З 1500 десятин землі лише триста належали селянам. Найбільший наділ на сім'ю не перевищував двох десятин. Доведені до відчаю селяни у серпні 1905 року виступили з вимогами розподілити. Для придушення заворушень були вислані війська з Балти. На другий день розпочались покарання: багатьох шмагали батогами та шомполами. 25-річний мешканець села Федір Заверуха був забитий шомполами на смерть.
В 1918 році в селі була встановлена радянська влада. У лютому 1918 року був організований комітет бідноти. У 1919 році відбувся перерозподіл землі: селяни отримали по одній десятині землі на кожного їдця, незалежно від віку й статі. Безсімейні отримували 4 десятини в довічне користування.
У 1924 році було організоване ТОЗ (товариство сумісного обробітку землі). У 1925 році в селі з'явився перший трактор — «Форзон». Восени 1929 року була створена сільськогосподарська артіль.
В селі діяла комсомольська організація, що налічувала близько 70 комсомольців. Першим секретарем комсомольської організації був Волосюк Василь Олексійович.
З липня 1941 року по 24 березня 1944 року в село перебувало під окупацією країн Осі. Більше 300 мешканців села брали участь в боях проти гітлерівців та їхніх союзників. З них 109 осіб загинуло. У центрі села в 1975 році було споруджено пам'ятник загиблим воїнам села.
Після війни в селі залишилися переважно літні люди, жінки, діти та ветерани-інваліди. В першу повоєнну весну в усьому колгоспі налічувалось лише два відра смітної пшениці і п'ять хур соломи. Колгосп був змушений взяти державний кредит.
У 1950 році на річці Білоч було побудовано гідроелектростанцію. Того ж року валовий дохід колгоспу нарешті перевищив довоєнний. В 1957 році було побудовано Будинок культури, в 1966 році — середню школу, в 1976 році — дитячий садок, в 1974 — стадіон, а в 1978 році облаштоване джерело.
В 1976 році село Вадатурково було перейменоване на Вадул-Туркулуй, а пізніше на Вадул-луй-Туркулуй. Проте 2 липня 2004 року селу було повернуто історичну назву Вадатурково.